# Eustace Miles
Eustace Miles (ur. 22 września 1868 w Hampstead w  Londynie; zm. 20 czerwca 1948 w Streatham) – brytyjski zawodnik jeu de paume, wicemistrz olimpijski.
Jeden raz startował w igrzyskach olimpijskich. W 1908 roku w Londynie zdobył srebrny medal indywidualnie, po porażce w finale z Jayem Gouldem.